# تطور فسيفسائي
التطور الفسيفسائي (أو المديولي أو الجزئي) هو المفهوم الذي يقضي بأن التغير التطوري يحدث في بعض أجزاء الجسد وأجهزته دون تغير متزامن في الأجزاء الأخرى. كما يمكن أن يعرَّف بأنه «تطور الصفات بمعدلات متفاوتة داخل الأنواع وبينها».ص408 يندرج هذا في نظرية التطور تحت النزعات طويلة الأمد، أو ما يعرف بالتطور الكبروي.
بطبيعة الحال، تأتي أدلة هذه الفكرة من علم الأحياء القديمة. لا يمكن ادعاء أن هذا النمط في التطور شامل لكل الأنواع، لكن يوجد حاليًا نطاق واسع من الأمثلة في أصنوفات مختلفة. من تلك الأمثلة:
- تطور الإنسان: التطور المبكر للمشي على قدمين في الأسترالوبيثكسيات، وما نتج عن ذلك من تحوير لحزام الحوض وقعا قبل أن يحدث أي تغير ظاهر في الجمجمة أو حجم الدماغ بفترة طويلة.[3][4]
- أركيوبتركس: منذ قرابة 150 سنة قارن توماس هنري هكسلي بين أركيوبترس وديناصور ثيروبودي صغير (كومبسوغناثس). وجدت هاتان الأحفورتان في تشكل حجر جيري في بافاريا بألمانيا يدعى سولنهوفن بلاتنكالك. أظهرت مقارنته أن العينتين متشابهتان جدًا، باستثناء الطرفين الأماميين والريش لدى أركيوبترس. كان اهتمام هكسلي منصبًا في القرابة الأساسية بين الطيور والزواحف، حتى وحدهما معًا في مجموعة صوروبسيدا.[5] الشاهد هنا أن بقية الهيكل العظمي لم يتغير في النوعين.
- فئران الحقول خلال الخمسمئة ألف سنة الماضية؛ حيث تتغير أحجام أسنانها وأشكالها بطريقة مختلفة لدى كل من التجمعات التي تسكن بيئات مختلفة.[6]
- التيروصور داروينوبترس: كان النوع النموذجي داروينوبترس مديولارس أول تيروصور معروف له خصائص كل من التيروصورات طويلة الذيل (رامفوراينكي) وقصيرة الذيل (بتروداكتيلي).[7]
- تطور الحصان؛ حيث وقعت تغيرات رئيسية (كالتغير في الحجم وشكل الحوافر والأسنان...إلخ) في أوقات مختلفة وليست كلها معًا في وقت واحد.[8][9]
- تطور الثدييات، وبخاصة أثناء الحقبة الوسطى يقدم مثالًا واضحًا ومفهومًا للتطور الفسيفسائي.[10][11][12]

## خلفية
يوجد مجال لتطور الاختلاف في الشكل والحجم عند نضوج شكل الحياة منذ البدء أو في وقت لاحق من ذلك، هذا بحسب النظرية التطورية للداروينية الجديدة وافتراض ستيفن جاي جولد. تتطور الأعضاء على تواتر مختلف أثناء نمو ونضوج الكائن. وبالتالي، تتضمن «ساعة اختلاف الأزمنة» ثلاثة أنواع: 1) الوقت كخط مستقيم؛ 2) الحجم العام، كخط منحني. 3) الشكل، كخط منحني آخر.
عندما يكون الكائن متقدمًا في الحجم، فهذا قد يعني أنه تطور لحجم أصغر، ولكنه قد يحافظ على حجمه الأصلي، أو قد يكون بحجم أكبر إذا كان متأخرًا. لا يبدو ذلك كافيًا لفهم آلية اختلاف التزامن؛ إذ يجب الجمع بين الحجم والشكل. على ذلك، يحتفظ المخلوق بخصائص اليفع إذا كان متقدمًا في الشكل، أو يُمَثّل مظهرًا تلخيصيًا إذا كان متأخرًا. هذه الأسماء ليست دلالية، لأن النظريات السابقة كانت مربكة للغاية.
قد يجمع الكائن في تطوره الجنيني بين صفات غير متزامنة، وذلك على الرغم من اعتقاد غولد بوجود بعض الارتباط بين النمو والنضج الجنسي. قد يُظهِر الكائن، على سبيل المثال، بعض صفات المرحلة اليرقية مع تطور متأخر، مما ينتج صفات جديدة مستمدة من كائن أصلي عبر الجينات التنظيمية فقط. كانت معظم السمات البشرية الجديدة (مقارنةً بالقردة المقربين) من هذا النوع، أي أنها لم تحمل تغيير كبير في الجينات الهيكلية، كما كان يعتبر تقليديًا.